# Glam (grupo musical)
Glam (hangul: 글램 (geulêm); estilizado como GLAM; acrônimo para Girls Be Ambitious) foi um girl group sul-coreano formado pela BigHit Entertainment e Source Music em 2010. Consistiu em cinco integrantes: Zinni, Trinity, Jiyeon, Dahee e Miso.

## Carreira

### Antes da estreia
Antes da estreia oficial, em outubro de 2010, Glam colaborou com 2AM na música "Just Me", presente no álbum Saint O'Clock, e a integrante Jiyeon se destacou na música "Bad Girl", presente no álbum single You Are Best of My Life de Lee Hyun. Em outubro de 2011, a integrante Dahee forneceu sua voz para a primeira Vocaloid da Coreia do Sul, SeeU. A primeira aparição pública do grupo ocorreu no Japão, durante o Nico Nico Festival. Para apresentar o grupo, Glam estrelou o reality show Real Music Drama: GLAM da SBS MTV.

### 2012:Party XXOeFive Fingers
Em 16 de julho, Glam lançou seu primeiro single, intitulado Party XXO. O videoclipe foi oficialmente lançado em seu canal oficial no YouTube. Seu segundo single foi lançado em 26 de outubro, para a trilha sonora do drama da SBS, Five Fingers. Em 24 de dezembro, foi revelado que a integrante Trinity deixaria o grupo para seguir seus estudos. Houve rumores que ela foi removida do grupo por conta de seu passado de fã sasaeng de Leeteuk do Super Junior. As alegações incluíam que ela havia se passado por filha de um CEO para se aproximar de Leeteuk, e era conhecida como "Cussing Girl" por conta de seu modo agressivo.

### 2013–2015:I Like That,In Front of The Mirror, escândalo de chantagem e fim do grupo
Em 2 de janeiro de 2013, Glam lançou seu segundo single, I Like That. Glam também se apresentou em vários programas musicais para promover seu novo single. Em 15 de março, elas fizeram seu segundo retorno do ano com In Front of the Mirror. Elas começaram suas promoções no Music Bank e vários outros programas musicais.
Em 2 de setembro de 2014, o ator Lee Byung-hun fez um relatório na Delegacia Gangnam alegando que duas mulheres estavam chantageando-o usando um vídeo comprometedor. Dahee e uma modelo chamada Lee Ji-yeon foram identificadas e desde então têm admitido a chantagear o ator. O julgamento final foi realizado no Tribunal Distrital de Seul. No dia 15 de janeiro de 2015, foi revelado que Glam se separou. As notícias apareceram depois que a integrante Dahee foi condenada a um ano de prisão por chantagem.

## Integrantes
- Zinni (hangul: 지니), nascida Kim Jin-hee (hangul: 김진희) em 5 de maio de 1986 (38 anos) em Gwangju, Coreia do Sul.
- Trinity (hangul: 트리니티), nascida Yoon Soo-jin (hangul: 윤수진) em 5 de fevereiro de 1991 (34 anos) em Busan, Coreia do Sul.
- Jiyeon (hangul: 지연), nascida Park Ji-yeon (hangul: 박지연) em 23 de janeiro de 1992 (33 anos) em Seul, Coreia do Sul.
- Dahee (hangul: 김다희), nascida Kim Da-hee (hangul: 김다희) em 30 de março de 1994 (30 anos) em Seul, Coreia do Sul.
- Miso (hangul: 미소), nascida Lee Mi-so (hangul: 이미소) em 17 de outubro de 1995 (29 anos) em Incheon, Coreia do Sul.

## Discografia

### Singles
| Ano                                                                                        | Título                   | Melhor posição nas paradas |
| Ano                                                                                        | Título                   | KOR                        |
| ------------------------------------------------------------------------------------------ | ------------------------ | -------------------------- |
| 2012                                                                                       | "Party (XXO)"            | 34                         |
| 2013                                                                                       | "I Like That"            | 57                         |
| 2013                                                                                       | "In Front of the Mirror" | 37                         |
| 2014                                                                                       | "Give It 2 U"            | —                          |
| "—" indica lançamentos que não apresentaram gráficos ou não foram divulgados nessa região. |                          |                            |

### Trilhas Sonoras
| Ano  | Título                                     | Canção                                        |
| ---- | ------------------------------------------ | --------------------------------------------- |
| 2012 | Five Fingers OST                           | "그리운 사람" (The Person I Miss)             |
| 2013 | You're The Best, Lee Soon-shin OST (Dahee) | "한 사람만 보여요" (I Can't Live Without You) |

### Colaborações
| Ano  | Artista  | Canção                | Álbum                                         | Notas                                            |
| ---- | -------- | --------------------- | --------------------------------------------- | ------------------------------------------------ |
| 2010 | 2AM      | "바로 나야" (Just Me) | Saint o'Clock                                 | Primeira aparição do grupo como Big Hit Girls.   |
| 2011 | Lee Hyun | Bad Girl              | '내꺼중에 최고' (You Are the Best of My Life) | Bangtan Boys também foi convidado.               |
| 2012 | Jo kwon  | "Heaven"              | I'm Da One                                    | Um dueto com Jo Kwon, que apareceu na MTV Korea. |

## Videografia

### Videoclipes
| Ano  | Título                                |
| ---- | ------------------------------------- |
| 2012 | "Party (XXO)"                         |
| 2013 | "I Like That"                         |
| 2013 | "In Front of the Mirror" (거울앞에서) |